# Meiomenia swedmarki
Meiomenia swedmarki is een Solenogastressoort uit de familie van de Meiomeniidae. De wetenschappelijke naam van de soort is voor het eerst geldig gepubliceerd in 1979 door Morse.